# Einbeck
Einbeck é uma cidade da Alemanha localizada no distrito de Northeim, estado de Baixa Saxônia.
A cidade Einbeck é conhecida por a sua longa tradição de cervejaria, onde é produzida a cerveja "EINBECKER" há mais de 600 anos.

## História
- No século XI, "Einbeck" é referido documental pela primeira vez. (... in loco qui Einbike vocatur ...).
- 1252 Einbeck passou a ser cidade com uma assembleia.
- 1351 começa a exportação da cerveja "EINBECKER"
- 1368 Einbeck entra na Liga Hanseática. O escoamento da cerveja "Einbecker" começa a aumentar bastante, vai de Antuérpia até Riga e de Estocolmo até Munique.
- 1540 Einbeck é destruido praticamente completo por um incêndio.
- 1549 noutro incêndio 580 casas ficam destruidas.
- 1632 e 1641 a cidade é ocupada na "guerra dos 30 anos". Centenas de casas são destruidas.
- 1879 Einbeck fica ligada a malha férroviária (Salzderhelden - Einbeck).
- 1885 Einbeck passa a ser martiz de administração do novo concelho Einbeck.
- 1890 é criada a loja de bicicletas "August Stukenbrok", que se desenvolve para a primeira casa de expedição da Alemanha.
- 1946 a população de Einbeck dobra, por causa do regresso dos ex-expulsados da Alemanha do Lest, principalmente da Silésia, que acharam na cidade de Einbeck uma nova pátria. Muitas fábricas e empresas  importantes estabelecem-se na cidade, como a firma KWS, entre outras.
- 1971 as aldeias Holtensen, Hullersen, Immensen e Odagsen tornam-se freguesias.
- 1974 o concelho de Einbeck deixa de existir.
- 2005 surga-se um grande incêndio no centro da cidade histórica. Cinco casas históricas, em madeiramento, são danificadas e uma completamento destruida.

## Bairros de Einbeck
Os 31 bairros de Einbeck são: Andershausen, Avendshausen, Bartshausen, Brunsen, Buensen, Dassensen, Dörrigsen, Drüber, Edemissen, Hallensen, Holtensen, Holtershausen, Hullersen, Iber, Immensen, Kohnsen, Kuventhal, Naensen, Negenborn, Odagsen, Rengershausen, Rotenkirchen, Salzderhelden, Strodthagen, Stroit, Sülbeck, Vardeilsen, Vogelbeck, Voldagsen, Volksen e Wenzen.